# 영등포왜성
영등왜성지(永登倭城址)는 경상남도 거제시 장목면 구영리 산6-17번지 대봉산 정상 아래 해발 234m 일대에 있는 임진왜란 때 일본군이 쌓은 왜성이다. 
임진왜란 당시 시마즈 요시히로 부자가 축성하고 수비했다고 알려져있고 일본군 2000명이 주둔했다고 알려져있다.

## 외성
외성은 대봉산 아래 마을에 흔적이 남아있고 오테문(일본어: 大手門 おおてもん[*], 성의 정문)의 흔적은 구영2길 34번지에 주택의 석축으로 남아 있다.

## 개요
거제도 북부에 배치된 장문포왜성, 송진포왜성 등과 함께 3개의 왜성 중 가장 북단에 위치하고 있으며, 북쪽으로 바다 건너에는 웅천왜성, 안골왜성, 명동왜성 등이 위치하고 있다.
왜성은 거제도의 북단에 위치하는 대봉산(해발 257.7m)의 정상부에서 약간 북측으로 내려오는 능선 일대에 위치한다. 거제도에 위치하는 왜성 중에서 가장 높은 곳에 위치하고 있다. 장문포왜성과 송진포왜성에서 보면 북동방향에 위치하며 직선거리는 약 3km이다. 왜성이 축성되기 이전에 봉수대가 있었다고 하나 확인할 수 없다.
구영등성에서 남서방향으로 직선거리 약 600m에 위치하며, 성곽은 현재 사람이 드나들지 않아 산림으로 둘러 쌓여있어 관찰이 용이하지 않다. 보존상태는 비교적 양호한 편이며 성곽의 구성은 천수대가 위치한 주곽과 이곳을 중심으로 서쪽과 남쪽으로 뻗어 내린 능선 상에 계단상으로 곡륜들이 배치되어 있다. 왜성의 본성과 지성의 전체 평면플랜은 ‘V’자상을 띠고
있다. 주곽의 규모는 동서 약 25m, 남북 약 55m 정도로 남북으로 세장한 형태를 띠고 있다. 서쪽의 중앙부에 천수대가 있으며 출입시설(虎口)은 동측에 설치되어 있다. 
천수대는 서쪽으로 약간 돌출되어 있는데 이것은 군사적으로 굴절을 주어 공격의 이점을 생각한 동시에 주곽 내부의 공간확보도 고려한 것으로 판단된다. 출입구의 형태는 평면상 어긋난 형태를 띠고 있다. 주곽에서 한 단 낮게 북서쪽으로 대곡륜(帶曲輪)을 형성하고 있으며 여기서 서측으로 연결되는 능선상에 설치된 곡륜과 연결된다. 
이 곡륜의 끝부분에서 남쪽으로 수토루(竪土壘), 수굴(竪堀)이 설치되어 있다. 천수대의 남동 능선상에서 노대(櫓臺)를 포함한 출입구시설 등이 경사를 내려가면서 일정간격을 이루며 축조되어 있다. 영등포왜성에서는 석축을 사용한 부분은 주로 주곽, 천수대, 곡륜 간의 경계지점, 그리고 호구의 양 옆에 한정되고 있다.
성벽은 자연할석을 이용, 횡방향으로 안정된 잔돌끼워난적쌓기(布目積み)를 하였다. 이지환(二之丸)에 해당하는 부분에는 자연할석을 많이 사용했다. 모퉁이의 축조는 비교적 큰 석재를 사용하여 산목적(算木積)으로 축조하였으며 대형 판석(鏡石)도 일부 사용되었다.
해안에 위치한 구영마을 남쪽의 야산 기슭이 삼지환(三之丸)에 해당되는 부분으로 이곳에는 성종 21년(1490)에 축조된 조선의 구영등읍성이 위치하고 있는데 성내 중앙에 왜성 벽의 특징을 보이는 성벽이 축조되어 있어 임진왜란 초기 일본군이 조선성의 일부를 개수하거나 보완하여 사용하였던 사실을 알 수 있는 좋은 자료가 되고 있다.

## 참고 문헌
- 경남발전연구원 역사문화센터, 《경남연구9》 보관됨 2018-12-22 - 웨이백 머신, 2013.12
- 發掘調査 現場說明會 2006.9 - 동아세아문화재연구원